# Gasteranthus
Gasteranthus é um género botânico pertencente à família Gesneriaceae , composto por espécies encontrados na América Central e América do Sul.

## Sinonímia
Halphophyllum

## Espécies
É composto por 56 espécies:
| - G. acropodus - G. acuticarinatus - G. adenocalyx - G. allenii - G. anomalus - G. atratus - G. atrolimbus - G. aurantiacus - G. bilsaensis - G. calcaratus - G. calceolus - G. caligula - G. carinatus - G. colombianus | - G. corallinoides - G. corallinus - G. crenatus - G. crispus - G. delphinioides - G. dressleri - G. ecuadorensis - G. epedunculatus - G. extinctus - G. giganteus - G. glaber - G. glabrus - G. herbaceus - G. imbaburensis | - G. imbricans - G. lateralis - G. leopardus - G. macrocalyx - G. maculatus - G. magentatus - G. mutabilis - G. oncogastrus - G. orientandinus - G. osaensis - G. otongensis - G. panamensis - G. pansamalanus - G. pendulus | - G. perennis - G. pilosus - G. quitensis - G. recurvatus - G. rupestris - G. sylvarum - G. tenellus - G. ternatus - G. timidus - G. tinctus - G. trifoliatus - G. venustus - G. villosus - G. wendlandianus |